# Нова Домбрувка
Нова Домбрувка (пол. Nowa Dąbrówka) — село в Польщі, у гміні Котунь Седлецького повіту Мазовецького воєводства.
Населення — 120 осіб (2011).
У 1975-1998 роках село належало до Седлецького воєводства.

## Демографія
Демографічна структура станом на 31 березня 2011 року:
|          | Загалом | Допрацездатний вік | Працездатний вік | Постпрацездатний вік |
| -------- | ------- | ------------------ | ---------------- | -------------------- |
| Чоловіки | 65      | 21                 | 36               | 8                    |
| Жінки    | 55      | 13                 | 24               | 18                   |
| Разом    | 120     | 34                 | 60               | 26                   |